# Oplysnings- og undervisningsfilm
Oplysnings- og undervisningsfilm er to beslægtede filmgenrer. Hvor undervisningsfilmen er rettet mod uddannelsessektoren og er beregnet til brug i undervisningen, har oplysningsfilmen ofte en bredere målgruppe og tænkes anvendt i forskellige former for folkeoplysning. Oplysningsfilmen ligner dokumentarfilmen, men er gerne med en klar afsender og tilstræber ikke nødvendigvis på samme måde at være objektiv.
Propagandafilmen kan ses som en særlig type oplysningsfilm.
I dag distribueres oplysnings- og undervisningsfilm gerne over internettet, hvor tv og før det biografen tidligere var det almindelige medium.
DR's Oplysninger til Borgerne om Samfundet og SVT's Anslagstavlan var gennem en årrække en central disributionskanal for oplysningsfilm.
| Film | Spire Denne filmartikel er en spire som bør udbygges. Du er velkommen til at hjælpe Wikipedia ved at udvide den. |